# Fake Plastic Trees
"Fake Plastic Trees" is een nummer van de Britse band Radiohead. Het nummer werd uitgebracht op hun album The Bends uit 1995. Op 15 mei van dat jaar werd het nummer uitgebracht als de derde single van het album.

## Achtergrond
Zanger Thom Yorke beschreef "Fake Plastic Trees" als "het product van een grap dat niet echt een grap was, een vrij eenzame, dronken avond en, nou ja, een soort ineenstorting." Hij zei dat het nummer ontstond uit een melodie waarvan hij "geen idee had wat ermee te doen". In tegenstelling tot zijn normale aanpak van ofwel "onthouden wat mijn hoofd op dat moment aan het zingen is" of "wat handige zinnen forceren om de melodie te bedenken", zei hij dat het bij "Fake Plastic Trees" juist het tegenovergestelde was: "Dat was totaal niet geforceerd, het was gewoon het opnemen van wat er ook gaande was in mijn hoofd. Ik bedoel, ik schreef de woorden en ik lachte. Ik dacht dat ze erg grappig waren, vooral dat stukje over polystyreen."
Gitarist Ed O'Brien beschreef vroege pogingen tot het opnemen van "Fake Plastic Trees" als "net zoals "November Rain" van Guns N' Roses. Het was zo hoogdravend en bombastisch." Tijdens de opnamesessies van The Bends in juli 1994 haalde producer John Leckie Yorke over om een take van het nummer op te nemen. Yorke was gefrustreerd omdat hij die dag al lange tijd in de studio aanwezig was en werd boos, waarna Leckie de rest van de band wegstuurde terwijl Yorke een eerste take van het nummer opnam met enkel gitaar en vocalen. Hij nam uiteindelijk drie takes op en moest daarna huilen, volgens gitarist Jonny Greenwood.
Een andere bron van frustratie kwam van hun Amerikaanse platenlabel Capitol Records, dat een sterk nummer wilde om op de Amerikaanse radio het succes van hun vorige single "Creep" te kunnen voortzetten. Zij waren verbaasd dat het langzame "Fake Plastic Trees" werd gezien als potentiële single en remixte het nummer zonder toestemming van de band. Yorke zei hierover: "Gisteravond ben ik gebeld door het Amerikaanse platenlabel, dat bijna aandrong om een remix van Bob Clearmountain uit te brengen. Ik zei, 'Geen sprake van'. Alle geestachtige keyboards en vreemde strijkers waren compleet verdwenen in zijn mix, alsof hij met een scheermes alles weghakte. Het was verschrikkelijk."
"Fake Plastic Trees" was een hit in een aantal Engelstalige landen; zo behaalde het in het Verenigd Koninkrijk de twintigste plaats, terwijl het in Schotland tot plaats 15 kwam. In de Verenigde Staten was het nummer enkel genoteerd in de Alternative Songs-lijst, waarin het de elfde plaats haalde. In 2004 zette het tijdschrift Rolling Stone het nummer op de 376e plaats in hun lijst The 500 Greatest Songs of All Time; in de update in 2010 zakte het nummer naar plaats 385.
In de videoclip van "Fake Plastic Trees", geregisseerd door Jake Scott, is de band te zien terwijl zij in een supermarkt rondrijden in winkelwagens, terwijl verschillende figuren ook aanwezig zijn in de supermarkt. Scott zei over de video: "De film is eigenlijk een allegorie voor de dood en reïncarnatie, maar als je dat erin kan zien moet je zo vreemd zijn als de mensen die het hebben gemaakt." In de videoclip is ook acteur Norman Reedus, die destijds model was, te zien als een jonge man die speelt met een trolley.
"Fake Plastic Trees" is gecoverd door onder meer Alanis Morissette, Marillion en Amanda Palmer. Daarnaast komt het voor in de films Clueless (1995; Radiohead had hiervoor een akoestische versie opgenomen), Something Borrowed (2011) en Confessions of a Brazilian Call Girl (2011) en de series Entourage, My Mad Fat Diary en Westworld.

## NPO Radio 2 Top 2000
| Nummer met noteringen in de NPO Radio 2 Top 2000 | '14 | '15 | '16 | '17 | '18  | '19  | '20  | '21  | '22  | '23  | '24 |
| ------------------------------------------------ | --- | --- | --- | --- | ---- | ---- | ---- | ---- | ---- | ---- | --- |
| Fake Plastic Trees                               | 843 | 866 | 836 | 780 | 1046 | 1127 | 1250 | 1248 | 1144 | 1118 | 970 |

1. ↑  Een vetgedrukt getal geeft de hoogste notering aan.
2. ↑  2014 was het eerste jaar met een notering voor dit nummer.